# Microsphaeroniscus costatus
Microsphaeroniscus costatus är en kräftdjursart som beskrevs av Lemos de Castro1985. Microsphaeroniscus costatus ingår i släktet Microsphaeroniscus och familjen Scleropactidae. Inga underarter finns listade i Catalogue of Life.